# Manufacture corse de tabacs
La Manufacture corse de tabacs (Macotab) est une entreprise française de l'industrie du tabac. Elle exploite l'usine de fabrication de cigarettes située à Furiani, en Corse.
Créée en 1961 sous le nom de Manufacture corse des tabacs Job-Bastos (M.C.T.J.B.) à l'initiative des deux sociétés JOB et Bastos, elle fabrique des cigarettes pour le marché local, la France continentale et les DOM-TOM. 
Après une période de prospérité initiale, elle connaît des difficultés économiques à partir des années 1970. L'État français souhaite le maintien de l'activité, ce qui conduit à son rachat et son renflouement par le Service d'exploitation industrielle des tabacs et allumettes (SEITA), sous contrôle étatique, en 1978 et 1986. Bien que déficitaire, elle est au début des années 1980 la première entreprise manufacturière et le premier exportateur de Corse, et compte 143 salariés.
Au début du XXIe siècle, l'avenir de la manufacture reste un enjeu du débat sur le régime dérogatoire de la fiscalité du tabac en Corse, qui est considéré comme une condition de sa survie économique. La privatisation de l'ancien monopole fait d'elle une filiale du groupe industriel du tabac Imperial Brands à partir de 2008. En 2018, elle emploie 28 personnes et produit 900 millions de cigarettes par an, avec une tendance à la baisse.

## Historique

### Création
La Manufacture corse des tabacs Job-Bastos (M.C.T.J.B.) est fondée en 1961. La société JOB possédait une manufacture de tabac à Bastia depuis 1924, la Corse étant placée hors du monopole des tabacs français. Au début des années 1960, l'indépendance de l'Algérie la contraint à rapatrier en France ses installations industrielles d'Alger. La société Bastos est dans la même situation, et les deux entreprises s'associent en 1961 pour relancer leur production à Furiani. Elles créent une société anonyme au capital de 6,2 millions de francs, appartenant à JOB pour 55 % et la Sofical pour 45 %,,.
Dans les premières années, la M.C.T.J.B. est prospère. Elle fabrique et commercialise en propre ses cigarettes à destination du marché local, de la France continentale et des DOM-TOM. Elle réalise aussi le façonnage de cigarettes pour le compte d'autres sociétés : Mélia et Nationales en France, Turmac (nl), filiale de Rothmans International, aux Pays-Bas, comptant ainsi parmi les 6 % des cigarettes "étrangères" vendues en France qui provenaient de Corse ou d'Algérie. À cette époque, elle est l'une des trois seules grandes entreprises industrielles en Corse, avec le centre EDF-GDF de Corse et la mine d’amiante de Canari. Dès la fin des années 1960, la situation économique de l'entreprise se dégrade progressivement. Cependant, elle dispose du soutien de l'État français, qui souhaite la poursuite de l'exploitation. À la demande du gouvernement, le Service d'exploitation industrielle des tabacs et allumettes (SEITA), monopole public, passe commande à la M.C.T.J.B. du façonnage de cigarettes de ses marques Gauloises et Gitanes.

### Reprise par la SEITA
En 1977, la manufacture est proche du chômage technique faute de commandes : le gouvernement intervient de nouveau, pour que le SEITA confie à la M.C.T.J.B. la production de 61 millions de cigarettes de marque Gitanes. Les commandes supplémentaires ne suffisent cependant pas à rétablir la santé financière de la M.C.T.J.B. : entre 1968 et 1978, ses charges d'exploitation augmentent de 120 %, alors que le prix des cigarettes augmente seulement de 52 %. L'État français désire cependant soutenir la M.C.T.J.B., en raison du statut particulier de la Corse et de sa volonté d'y favoriser le maintien de l'emploi. En juin 1978, il impose au SEITA de prendre le contrôle de l'entreprise en faisant l'acquisition de 51 % de son capital.
La direction du SEITA était opposée à ce sauvetage, économiquement défavorable : son directeur général, Jean Carrière, estime que l'opération est « très onéreuse du fait de la structure industrielle de la société : taille insuffisante, grande diversité des produits fabriqués, faible productivité de la main d’oeuvre ». Trois ans plus tard, il juge encore qu'il s'agit d'« une opération économiquement non rentable »,. Un nouveau directeur général de la M.C.T.J.B., Michel Boinnard, est nommé avec pour mission d'élaborer un programme de redressement en évitant les embauches. La nouvelle stratégie d'entreprise repose sur deux priorités : le changement de la convention salariale, et un plan d'investissement. Le projet de changement de convention salariale provoque un conflit social en février 1979 : les salariés font une grève tournante pendant cinq semaines. Le projet de la direction n'est cependant pas remis en cause. L'événement met en lumière des dissensions entre le syndicat majoritaire CGT, proche du Parti communiste français, et son rival Force ouvrière qui l’accuse d’instrumentaliser la défense du personnel à des fins politiques. De plus, les salariés ne sont pas en position de force, d'une part dans le contexte sectoriel car leur salaire est supérieur de 20 % à celui de leurs homologues dans les manufactures du SEITA, et d'autre part dans le contexte local car les emplois industriels sont rares et peu rémunérés en Corse .
Le plan d'investissement a pour objectif d'augmenter la productivité de l'usine, tout en réduisant le personnel nécessaire. Il représente un montant de 22 millions de francs sur six ans et est financé par un contrat d'entreprise.
En 1980, le compte d'exploitation de la M.C.T.J.B. est bénéficiaire, pour la première fois depuis huit ans. 37 % de sa production est destinée à l'exportation, notamment pour son premier client, Rothmans International. Elle est la première entreprise manufacturière et le premier exportateur de Corse. Mais la M.C.T.J.B reste fragile avec un déficit cumulé de 6,3 millions de francs. Il s'explique par des charges d'exploitation élevées, en raison de la vétusté de l'équipement et d'un taux d'absentéisme élevé du personnel de fabrication, de 24 % en moyenne. Les prix de vente sont structurellement inférieurs aux prix de revient. En 1982, par une nouvelle décision gouvernementale, le SEITA reprend le déficit de la M.C.T.J.B, de 6,8 millions de francs, une somme supérieure au capital nominal. Elle porte à 85 % sa participation au capital de la société. Selon un rapport de la Cour des comptes de 1986, le déficit est supérieur à la masse salariale, de sorte qu'« il serait moins coûteux de rémunérer le personnel inoccupé que de maintenir la manufacture en activité »,.

### Déclin et soutien de l'État
Bien que sa capacité est nettement inférieure aux trois manufactures de France continentale encore en activité, la Macotab benéficie d'un avantage concurrentiel majeur grâce au régime dérogatoire de la fiscalité du tabac en Corse, qui lui assure un prix plus faible pour le consommateur et un taux d'accise avantageux. Elle détient ainsi 50 % des parts de marché local. Les pouvoirs publics souhaitent éliminer ce régime dérogatoire afin de diminuer le tabagisme, en raison de sa nocivité pour la santé humaine, mais cela menacerait l’avenir de la Macotab. En 2003, à l'occasion des débats sur le statut de la Corse, le ministre de l’intérieur Nicolas Sarkozy déclare devant le Sénat, « Ce n'est pas noircir la réalité d'aujourd'hui que de parler d'un chômage persistant, de villages dépeuplés, d'entreprises fragiles. Il suffit de savoir que, avec 56 personnes, la manufacture corse de tabacs est le deuxième employeur industriel de l'île pour mesurer cette fragilité et, plus généralement, pour concevoir ce qu'est la réalité économique de la Corse. ».
En 2010, les services de l'État français identifient la Macotab parmi les dix établissements du secteur agroalimentaire les plus importants en Corse. Sa maison mère, la SEITA, a été vendue à Imperial Tobacco en 2008 ; la distribution du tabac est assurée par sa filiale Altadis Distribution France. Elle est le seul producteur de tabac en Corse. En 2016, la SEITA ferme son dernier site de production de cigarettes en France continentale, la Manufacture des tabacs de Riom, faisant de la Macotab sa dernière usine encore en activité. Lors de l'examen sur le projet de loi de finances pour 2018 à l'Assemblée nationale française, le député de la première circonscription de la Haute-Corse Michel Castellani (Pè a Corsica) déclare à propos de la fiscalité sur le tabac en Corse : « Se pose un problème particulier à la ville de Bastia : la survie de la manufacture corse de tabacs, la Macotab. Celle-ci ne survit plus – il faut bien le dire – que grâce au statut spécifique de la Corse. Cinquante emplois sont en jeu, sans compter les emplois induits, dans une île qui est déjà accablée de problèmes sociaux. ».
Le décret napoléonien de 1811 accordant des prix 25% moins chers en Corse que dans la métropole prend fin en 2020, faisant perdre un avantage déterminant de la Macotab sur son marché.

## Chiffres-clés
| Année | Production annuelle (tonnage) | Production annuelle (en millions de cigarettes) | Chiffre d'affaires (en millions de francs) | Chiffre d'affaires (en millions d'euros) | Employés |
| ----- | ----------------------------- | ----------------------------------------------- | ------------------------------------------ | ---------------------------------------- | -------- |
| 1971  |                               |                                                 | 20                                         |                                          |          |
| 1980  |                               | 1 200                                           | 36,53                                      |                                          | 143      |
| 2002  | 1 000                         |                                                 |                                            | 5,14                                     | 52       |
| 2015  |                               | 1 000                                           |                                            | 7                                        | 33       |
| 2018  |                               | 900                                             |                                            |                                          | 28       |